# نادي العلمين
نادي العلمين السعودي هو أحد أندية الدرجة الرابعة بالمنطقة الشرقية في محافظة الخفجي.

## التأسيس
تم تأسيس النادي في عام 1976 وكان عبارة عن فريق كرة قدم صغير ومجموعة لاعبين هواة من العمال والأجانب الذين توافدوا الى المدينة في بداية نشأتها وقد سمي نادي العلمين على اسم معركة العلمين التي حدثت في غرب مصر بين دول الحلفاء ودول المحور في الحرب العالمية الثانية.
وقيل أن سبب التسمية يعود إلى علم دولة الكويت وعلم المملكة العربية السعودية لكن هذا القول غير مرجح ولامصدر له.